# Somebody’s Knockin’ on My Door
Somebody’s Knockin’ on My Door ist ein von J. J. Cale geschriebener Bluesrock-Song. Das Stück wurde nach Cales Tod von Eric Clapton veröffentlicht.

## Hintergründe
Nachdem Cale 2013 gestorben war, besuchte Clapton die Beerdigung. Er kam ins Gespräch mit Christine Lakeland, Cales Witwe. Sie sprachen über übriggebliebene Aufnahmen, die Cale nicht veröffentlicht hatte. Clapton fragte Lakeland, ob er die Stücke bekommen könne. Kurz darauf stellte Lakeland ihm zwei Compact Discs mit 20 Stücken zur Verfügung. Neben Can’t Let You Do It entschied sich Clapton dafür, auch Somebody’s Knockin’ aufzunehmen. Im Interview mit dem Musikmagazin Guitar World erklärte er: „Es gibt noch einen Song: Somebody’s Knockin’. Und ich glaube, dass wir es mit meiner Aufnahme verbessert haben. Ich hoffe, dass mir Christine [Lakeland] vergibt. Aber ich bin der Meinung, unsere Version ist besser gelungen […]“.
Clapton spielte den Song von 2014 bis 2016 während der Tourneen Eric Clapton World Tour 2014, 70th Birthday Celebration und Japan Residency Tour. 2015 erschien der Titel auf dem Konzertfilmalbum Slowhand at 70. Ein Jahr später veröffentlichte er eine Studioversion auf dem Album I Still Do. Clapton arrangierte das Stück in E-Dur. Es ist unbekannt, in welcher Tonart Cale das Lied verfasst hat.

## Rezeption
Journalisten des Billboard-Magazins bezeichneten Claptons Coverversion als „ausgelassen“. Kritiker James Hall vom The Daily Telegraph meint, dass Clapton „überzeugende Gitarrensoli im Rahmen des Titels“ spielen kann. Er schrieb, dass Clapton während eines Auftritts von Somebody’s Knockin’ „völlig konzentriert [und] in der Musik verloren […]“ wirke. Auch Melissa Ruggieri von der The Atlanta Journal–Constitution lobte Claptons „grazile, schnelle Fingerarbeit“ bei dem Stück.